# Formuła 2 – Barcelona 2019
Runda Formuły 2 na torze Circuit de Barcelona-Catalunya – runda trzecia mistrzostw Formuły 2 w sezonie 2019.

## Wyniki

### Sesja treningowa
| Nr | Kierowca     | Konstruktor  | Czas     | Okr. |
| -- | ------------ | ------------ | -------- | ---- |
| 8  | Luca Ghiotto | UNI-Virtuosi | 1:29,462 | 16   |

### Kwalifikacje
Źródło: fiaformula2.com
| Poz. | Nr | Kierowca             | Konstruktor                   | Czas     | Poz. s. |
| ---- | -- | -------------------- | ----------------------------- | -------- | ------- |
| 1    | 8  | Luca Ghiotto         | UNI-Virtuosi                  | 1:28,031 | 1       |
| 2    | 6  | Nicholas Latifi      | DAMS                          | 1:28,212 | 2       |
| 3    | 7  | Zhou Guanyu          | UNI-Virtuosi                  | 1:28,249 | 3       |
| 4    | 4  | Nyck de Vries        | ART Grand Prix                | 1:28,266 | 4       |
| 5    | 15 | Jack Aitken          | Campos Racing                 | 1:28,355 | 8       |
| 6    | 11 | Callum Ilott         | Sauber Junior Team by Charouz | 1:28,470 | 5       |
| 7    | 5  | Sérgio Sette Câmara  | DAMS                          | 1:28,550 | 6       |
| 8    | 21 | Ralph Boschung       | Trident                       | 1:28,580 | 7       |
| 9    | 14 | Dorian Boccolacci    | Campos Racing                 | 1:28,581 | 12      |
| 10   | 9  | Mick Schumacher      | PREMA Racing                  | 1:28,605 | 9       |
| 11   | 2  | Nobuharu Matsushita  | Carlin                        | 1:28,683 | 10      |
| 12   | 3  | Nikita Mazepin       | ART Grand Prix                | 1:28,758 | 11      |
| 13   | 10 | Sean Gelael          | PREMA Racing                  | 1:28,761 | 13      |
| 14   | 1  | Louis Delétraz       | Carlin                        | 1:28,869 | 14      |
| 15   | 19 | Anthoine Hubert      | BWT Arden                     | 1:28,980 | 15      |
| 16   | 16 | Jordan King          | MP Motorsport                 | 1:29,023 | 16      |
| 17   | 20 | Giuliano Alesi       | Trident                       | 1:29,346 | 17      |
| 18   | 18 | Tatiana Calderón     | BWT Arden                     | 1:29,590 | 20      |
| 19   | 12 | Juan Manuel Correa   | Sauber Junior Team by Charouz | 1:30,171 | 18      |
| 20   | 17 | Mahaveer Raghunathan | MP Motorsport                 | 1:30,691 | 19      |
| Poz. | Nr | Kierowca             | Konstruktor                   | Czas     | Poz. s. |

Uwagi
1. 1 2  Jack Aitken i Dorian Boccolacci zostali ukarani cofnięciem o trzy pozycje na starcie za użycie niezgłoszonej tylnej belki.
2. ↑  Tatiana Calderón została ukarana cofnięciem o trzy pozycje na starcie za spowodowanie kolizji w poprzedniej rundzie (Baku).

### Główny wyścig

#### Wyścig
Źródło: fiaformula2.com
| P                 | + / –     | Nr | Kierowca             | Konstruktor                   | Okr. | Czas / Strata | Komentarz         |
| ----------------- | --------- | -- | -------------------- | ----------------------------- | ---- | ------------- | ----------------- |
| 1                 | 1         | 6  | Nicholas Latifi      | DAMS                          | 37   | 1:01:10,688   |                   |
| 2                 | 6         | 15 | Jack Aitken          | Campos Racing                 | 37   | +0:01,935     |                   |
| 3                 | Bez zmian | 7  | Zhou Guanyu          | UNI-Virtuosi                  | 37   | +0:03,325     |                   |
| 4                 | 3         | 8  | Luca Ghiotto         | UNI-Virtuosi                  | 37   | +0:04,361     |                   |
| 5                 | 1         | 4  | Nyck de Vries        | ART Grand Prix                | 37   | +0:09,468     |                   |
| 6                 | 9         | 19 | Anthoine Hubert      | BWT Arden                     | 37   | +0:12,489     |                   |
| 7                 | 9         | 16 | Jordan King          | MP Motorsport                 | 37   | +0:14,277     |                   |
| 8                 | 3         | 11 | Callum Ilott         | Sauber Junior Team by Charouz | 37   | +0:17,385     |                   |
| 9                 | 4         | 10 | Sean Gelael          | PREMA Racing                  | 37   | +0:19,072     |                   |
| 10                | 3         | 21 | Ralph Boschung       | Trident                       | 37   | +0:25,722     |                   |
| 11                | 1         | 2  | Nobuharu Matsushita  | Carlin                        | 37   | +0:33,602     |                   |
| 12                | 2         | 1  | Louis Delétraz       | Carlin                        | 37   | +0:38,546     |                   |
| 13                | 7         | 18 | Tatiana Calderón     | BWT Arden                     | 37   | +0:45,789     |                   |
| 14                | 2         | 14 | Dorian Boccolacci    | Campos Racing                 | 37   | +0:47,649     |                   |
| 15                | 6         | 9  | Mick Schumacher      | PREMA Racing                  | 37   | +1:11,994     |                   |
| 16                | 3         | 17 | Mahaveer Raghunathan | MP Motorsport                 | 37   | +1:33,773     |                   |
| 17                | 6         | 3  | Nikita Mazepin       | ART Grand Prix                | 33   | +4 okr.       |                   |
| Niesklasyfikowani |           |    |                      |                               |      |               |                   |
|                   |           | 5  | Sérgio Sette Câmara  | DAMS                          | 28   | +9 okr.       | niesklasyfikowany |
|                   |           | 12 | Juan Manuel Correa   | Sauber Junior Team by Charouz | 24   | +13 okr.      | hamulce           |
|                   |           | 20 | Giuliano Alesi       | Trident                       | 0    | +37 okr.      | poślizg           |
| P                 | + / –     | Nr | Kierowca             | Konstruktor                   | Okr. | Czas / Strata | Komentarz         |

#### Najszybsze okrążenie
| Nr | Kierowca    | Konstruktor   | Czas     | Okr. |
| -- | ----------- | ------------- | -------- | ---- |
| 16 | Jordan King | MP Motorsport | 1:32,266 | 35   |

### Sprint

#### Wyścig
Źródło: fiaformula2.com
| P                 | + / –     | Nr | Kierowca             | Konstruktor                   | Okr. | Czas / Strata | Komentarz |
| ----------------- | --------- | -- | -------------------- | ----------------------------- | ---- | ------------- | --------- |
| 1                 | 3         | 4  | Nyck de Vries        | ART Grand Prix                | 26   | 42:25,916     |           |
| 2                 | 3         | 8  | Luca Ghiotto         | UNI-Virtuosi                  | 26   | +0:02,399     |           |
| 3                 | 2         | 11 | Callum Ilott         | Sauber Junior Team by Charouz | 26   | +0:04,382     |           |
| 4                 | 2         | 7  | Zhou Guanyu          | UNI-Virtuosi                  | 26   | +0:11,183     |           |
| 5                 | 2         | 19 | Anthoine Hubert      | BWT Arden                     | 26   | +0:12,567     |           |
| 6                 | 2         | 6  | Nicholas Latifi      | DAMS                          | 26   | +0:13,088     |           |
| 7                 | 5         | 16 | Jordan King          | MP Motorsport                 | 26   | +0:21,419     |           |
| 8                 | 1         | 15 | Jack Aitken          | Campos Racing                 | 26   | +0:26,644     |           |
| 9                 | Bez zmian | 10 | Sean Gelael          | PREMA Racing                  | 26   | +0:27,445     |           |
| 10                | Bez zmian | 21 | Ralph Boschung       | Trident                       | 26   | +0:28,169     |           |
| 11                | 1         | 1  | Louis Delétraz       | Carlin                        | 26   | +0:28,535     |           |
| 12                | 3         | 9  | Mick Schumacher      | PREMA Racing                  | 26   | +0:30,908     | [ a ]     |
| 13                | Bez zmian | 18 | Tatiana Calderón     | BWT Arden                     | 26   | +0:32,269     |           |
| 14                | 3         | 3  | Nikita Mazepin       | ART Grand Prix                | 26   | +0:35,061     |           |
| 15                | 4         | 12 | Juan Manuel Correa   | Sauber Junior Team by Charouz | 26   | +0:37,852     |           |
| 16                | 4         | 20 | Giuliano Alesi       | Trident                       | 26   | +0:40,394     |           |
| 17                | 1         | 5  | Sérgio Sette Câmara  | DAMS                          | 26   | +0:40,538     | [ a ]     |
| 18                | 4         | 14 | Dorian Boccolacci    | Campos Racing                 | 26   | +0:44,210     |           |
| 19                | 3         | 17 | Mahaveer Raghunathan | MP Motorsport                 | 26   | +1:08,701     |           |
| Niesklasyfikowani |           |    |                      |                               |      |               |           |
|                   |           | 2  | Nobuharu Matsushita  | Carlin                        | 0    | +26 okr.      | silnik    |
| P                 | + / –     | Nr | Kierowca             | Konstruktor                   | Okr. | Czas / Strata | Komentarz |

Uwagi
1. 1 2  Mick Schumacher i Sérgio Sette Câmara zostali ukarani 5-sekundową karą czasową za niebezpieczny powrót na tor.

#### Najszybsze okrążenie
| Nr | Kierowca        | Konstruktor | Czas     | Okr. |
| -- | --------------- | ----------- | -------- | ---- |
| 6  | Nicholas Latifi | DAMS        | 1:32,444 | 17   |

## Klasyfikacja po zakończeniu rundy

### Kierowcy
| P  | +/− | Kierowca             | Starty | Punkty | P1 | P2 | P3 | PP | NO | NS |
| -- | --- | -------------------- | ------ | ------ | -- | -- | -- | -- | -- | -- |
| 1  | 0   | Nicholas Latifi      | 6      | 93     | 3  | –  | 1  | –  | 1  | –  |
| 2  | +1  | Luca Ghiotto         | 6      | 67     | 1  | 2  | –  | 2  | –  | 1  |
| 3  | +1  | Nyck de Vries        | 6      | 63     | 1  | 1  | –  | –  | 1  | –  |
| 4  | −2  | Jack Aitken          | 6      | 62     | 1  | 1  | 1  | –  | 1  | –  |
| 5  | +7  | Zhou Guanyu          | 6      | 34     | –  | –  | 1  | –  | 1  | 1  |
| 6  | −1  | Sérgio Sette Câmara  | 6      | 33     | –  | 1  | 1  | –  | 1  | 2  |
| 7  | +3  | Anthoine Hubert      | 6      | 27     | –  | –  | –  | –  | –  | –  |
| 8  | −1  | Jordan King          | 6      | 26     | –  | –  | 1  | –  | 1  | 1  |
| 9  | −3  | Juan Manuel Correa   | 6      | 18     | –  | 1  | –  | –  | –  | 1  |
| 10 | −2  | Louis Delétraz       | 6      | 16     | –  | –  | –  | –  | –  | 2  |
| 11 | +5  | Callum Ilott         | 6      | 14     | –  | –  | 1  | –  | –  | 1  |
| 12 | −3  | Mick Schumacher      | 6      | 14     | –  | –  | –  | –  | –  | 1  |
| 13 | −2  | Dorian Boccolacci    | 6      | 12     | –  | –  | –  | –  | –  | –  |
| 14 | −1  | Sean Gelael          | 6      | 11     | –  | –  | –  | –  | –  | 1  |
| 15 | −1  | Nobuharu Matsushita  | 6      | 6      | –  | –  | –  | 1  | –  | 1  |
| 16 | −1  | Nikita Mazepin       | 6      | 4      | –  | –  | –  | –  | –  | 1  |
| 17 | 0   | Ralph Boschung       | 6      | 1      | –  | –  | –  | –  | –  | 1  |
| 18 | 0   | Mahaveer Raghunathan | 6      | 0      | –  | –  | –  | –  | –  | –  |
| 19 | 0   | Giuliano Alesi       | 6      | 0      | –  | –  | –  | –  | –  | 4  |
| 20 | 0   | Tatiana Calderón     | 6      | 0      | –  | –  | –  | –  | –  | 2  |
| P  | +/− | Kierowca             | Starty | Punkty | P1 | P2 | P3 | PP | NO | NS |

### Zespoły
| P  | +/− | Konstruktor                   | Starty | Punkty | P1 | P2 | P3 | PP | NO | NS |
| -- | --- | ----------------------------- | ------ | ------ | -- | -- | -- | -- | -- | -- |
| 1  | 0   | DAMS                          | 12     | 126    | 3  | 1  | 2  | –  | 2  | 2  |
| 2  | +1  | UNI-Virtuosi                  | 12     | 101    | 1  | 2  | 1  | 2  | 1  | 2  |
| 3  | −1  | Campos Racing                 | 12     | 74     | 1  | 1  | 1  | –  | 1  | –  |
| 4  | 0   | ART Grand Prix                | 12     | 67     | 1  | 1  | –  | –  | 1  | 1  |
| 5  | +2  | Sauber Junior Team by Charouz | 12     | 32     | –  | 1  | 1  | –  | –  | 2  |
| 6  | +3  | BWT Arden                     | 12     | 27     | –  | –  | –  | –  | –  | 2  |
| 7  | +1  | MP Motorsport                 | 12     | 26     | –  | –  | 1  | –  | 1  | 1  |
| 8  | −3  | PREMA Racing                  | 12     | 25     | –  | –  | –  | –  | –  | 2  |
| 9  | −3  | Carlin                        | 12     | 22     | –  | –  | –  | 1  | –  | 3  |
| 10 | 0   | Trident                       | 12     | 1      | –  | –  | –  | –  | –  | 5  |
| P  | +/− | Konstruktor                   | Starty | Punkty | P1 | P2 | P3 | PP | NO | NS |